# Stronger Than Before
Stronger Than Before è un album in studio della cantante britannico-australiana Olivia Newton-John, pubblicato nel 2005.

## Tracce
1. Stronger Than Before – 3:37 (Newton-John, Annie Roboff, Beth Nielsen Chapman)
2. When You Believe – 4:00 (Jim Marr, Wendy Page)
3. Phenomenal Woman – 5:01 (Maya Angelou, Amy Sky, David Pickell)
4. Under the Skin – 3:18 (Newton-John, Sky)
5. Pass It On – 4:35 (Randy Goodrum, Martin Sutton) – Lim
6. That's All I Know for Sure – 2:53 (Newton-John, Victoria Shaw)
7. When I Needed You – 4:59 (Ben Thomas)
8. Can I Trust Your Arms – 3:18 (Newton-John, Chloe Lattanzi)
9. Don't Stop Believin' (2005 Version) – 4:12 (John Farrar)
10. Serenity – 4:02 (Sky, Stephan Moccio)